# Twierdzenie Kaplansky’ego
Twierdzenie Kaplansky’ego, twierdzenie Kaplansky’ego-Cohena – twierdzenie teorii pierścieni, udowodnione przez Irvinga Kaplansky’ego, mówiące iż dla danego noetherowskiego pierścienia przemiennego R następujące warunki są równoważne
- każdy ideał pierścienia R jest główny;
- każdy ideał maksymalny pierścienia R jest główny.

Twierdzenie Kaplansky’ego jest wariantem innego twierdzenia Cohena mówiącego, iż dla danego pierścienia przemiennego R następujące warunki są równoważne:
- każdy ideał pierścienia R jest skończenie generowany;
- każdy ideał pierwszy pierścienia R jest skończenie generowany.

Często obydwa twierdzenia bywają nazywane łącznie twierdzeniem Kaplansky’ego-Cohena. Istnieją wersje tego twierdzenia dla pierścieni nieprzemiennych.